# Bothriospermum hispidissimum
Bothriospermum hispidissimum är en strävbladig växtart som beskrevs av Handel-mazzetti. Bothriospermum hispidissimum ingår i släktet Bothriospermum och familjen strävbladiga växter. Inga underarter finns listade i Catalogue of Life.